# Чалыкови
Чалыкови (болг. Чалъкови) — село в Болгарии. Находится в Пловдивской области, входит в общину Раковски. Население составляет 1 870 человек.

## Политическая ситуация
В местном кметстве Чалыкови, в состав которого входит Чалыкови, должность кмета (старосты) исполняет Запрян Трифонов Христев (Рома) по результатам выборов правления кметства.
Кмет (мэр) общины Раковски — Франц Генов Коков (коалиция партий: Граждане за европейское развитие Болгарии (ГЕРБ), национальное движение «Симеон Второй» (НДСВ)) по результатам выборов в правление общины.